# 达尔马普里
达尔马普里（Dharmapuri），是印度泰米尔纳德邦Dharmapuri县的一个城镇。总人口64444（2001年）。

## 人口
该地2001年总人口64444人，其中男性32649人，女性31795人；0—6岁人口6983人，其中男3649人，女3334人；识字率73.64%，其中男性为79.37%，女性为67.76%。